# Crepidotus longicomatus
Crepidotus longicomatus är en svampart som beskrevs av Har. Takah. 2003. Crepidotus longicomatus ingår i släktet rödmusslingar och familjen Inocybaceae.   Inga underarter finns listade i Catalogue of Life.